# جون نيوبولد
جون نيوبولد (بالإنجليزية: John Newbold) كان متسابق دراجات نارية إنجليزي.  شارك في بطولات  العالم لسباقات الجائزة الكبرى للدراجات النارية، ونافس في الفئات 500 سي سي، و350 سي سي، و50 سي سي. كما شارك في سباقات كأس جزيرة مان السياحية(Isle of Man TT) ،وهي إحدى أكثر السباقات شهرة وخطورة في رياضة الدراجات النارية.  توفي نيوبولد في حادث خلال أحد السباقات، الأمر الذي أنهى مسيرته الرياضية بشكل مأساوي.